# Пет Б'юкенен
Патрік Джозеф «Пет» Б'юкенен (англ. Patrick Joseph «Pat» Buchanan; нар. 2 листопада 1938, Вашингтон) — американський консервативний політичний коментатор, письменник і журналіст.

## Біографія
Б'юкенен виріс у католицькій родині. У 1960 році він закінчив Джорджтаунський університет, а у 1962 — Колумбійський університет.
1969–1974 рр. — помічник і референт президента Річарда Ніксона. У 1974 році — радник президента Джеральда Форда. У 1985–1987 рр. — керівник відділу зі зв'язків з громадськістю в адміністрації президента Рональда Рейгана. З 1983 року є президентом фонду «Американське справа». Намагався стати кандидатом у президенти США у 1992 і 1996 рр. від Республіканської партії і президентом у 2000 р. від Реформістської партії.

## Цитати
- Захід зовсім не винаходив рабства; навпаки, Захід з ним покінчив.
- Між ворожою навалою та імміграцією різниця тільки одна: вороги прийдуть і підуть, а іммігранти залишаться…
- Радянський Союз, з його населенням в 290 мільйонів чоловік, цілком міг керувати світовою імперією. Сьогоднішня старіюча Росія, з її 145 мільйонами людей, добре якщо зуміє зберегти те, що має.

## Твори
- Патрик Дж. Бьюкенен. Смерть Запада :  []. — АСТ Москва, 2003. — ISBN 978-5-17-017537-6.[6][7]
- Патрик Бьюкенен. Правые и не-правые. — АСТ, Транзиткнига, АСТ Москва, Мидгард, Neoclassic, 2006. — 352 с. — ISBN 5-17-034199-7, 5-9713-1036-4, 5-9578-3102-6.
- Патрик Бьюкенен. На краю гибели = State of Emergency: The Third World Invasion and Conquest of America. — Мидгард, АСТ Москва, Neoclassic, АСТ, 2008. — 352 с. — ISBN 978-5-17-049368-5, 978-5-9713-7173-1.
- Патрик Бьюкенен. Секреты глобального путинизма. — Алгоритм, 2015. — 224 с. — ISBN 978-5-906789-42-6.
- Патрик Бьюкенен. Самоубийство сверхдержавы = Suicide of a Superpower: Will America Survive to 2025?. — АСТ, 2016. — 640 с. — ISBN 978-5-17-093238-2.